# پاراو کوخرد
پاراو کوخرد نام دورشته قنات است درغرب وشمال وجنوب دهستان کوخرد در بخش کوخرد شهرستان بستک در غرب استان هرمزگان و از نقاط دیدنی استان هرمزگان در جنوب ایران واقع شده‌است.
بقایا و آثار این قناتها هنوز باقی مانده‌است. ویکی از آثارهای دوران (ساسانیان) می‌باشد.
قنات یا کاریز «در تلفظهای محلی گاه کهریز» نیز نامیده می‌شده‌است. کانالی است که از دیر باز برای مدیریت آب در زمین می‌ساخته‌اند. کاریز یا قنات به رشته چاه که آب یک «مادر چاه عمیق» را برای شرب وکشت وکار به سطح زمین می‌رساند گفته می‌شود.

## پیشینه
قنات پاراو کوخرد در زمان گبرها یا زرتشتیان که قبل از اسلام در شهر باستانی ساسانی «شهرسیبه» زندگی می‌کردند ایجاد شده‌است؛ و سیبه (نام قدیم کوخرد) بوده‌است. آثار یک رشته از این قناتها در (پشتخه مدی آباد) در جنوب رودخانه مهران نیز وجود دارد که به‌وسیله ترنه آب به آن‌ها می‌رسیده‌است.

## سرچشمه
سر چشمه این قناتها از زیر کوه ناخ وتحدیداً از پشت دهستان هرنگ سر چمشه می‌گرفته‌است (که البته در آن دوران دهی به نام هرنگ وجود نداشته‌است).
این قناتها بعد از «چاه مادر» یا «بئر الأ م» که منبع اصلی آب آن است و در پایه کوه ناخ واقع بوده‌است به دو رشته می‌شده‌است.
رشته اول این قناتها از طرف مغرب کوخرد کنونی به دشت پاراو منتهی می‌شده‌است. اما رشته دوم از طرف مشرق دهستان کوخرد سرازیر می‌شده تا اینکه وصل می‌شده به ساختمان ترنه، این ساختمان‌ها آب شیرین را از یک سوی رودخانه شور به سوی دیگر می‌بردند.
دو قنات از این رشته قناتها در بغل خانه شاعرمعروف روزدار و از طرف قبله خانه‌اش تایاد من هم وجود داشته‌است.

## منطقهٔ درکتی
قنات «پاراو کوخرد» از زیرکوه ناخ سر چشمه می‌گرفته‌است و بعد از (چاه مادر) قنات به دو رشته می‌شده‌است. رشته اول قناتها از پشت منقطه لرکش سرازیر می‌شده و ازوسط منطقه درازو رد می‌شده تا اینکه می‌رسیده به دشت پاراو و در جایی به نام «چُورُون مَهدَلی» در لب رودخانه ظاهر می‌شده، و بعداً در دشت پاراو ادامه می‌یافته تا اینکه در منطقه‌ای در لب رود خانه «درکت» می‌شده، یعنی آب به روی زمین می‌آمده. به همینجهت این منطقه «در کتی» نامیده شده‌است. چون آب قنات در آنجا درکت شده، یعنی آب قنات از زیر زمین به روی زمین آمده‌است.
و نام «درکت» در این منطقه به یادگار مانده‌است و همچنین رودخانه به نام «رودخانه در کتی» پیش مردم کوخرد معروف است.

## رشته دومقنات
رشته دوم قنات بعد از (مادرچاه) از پشت «برکه گِرد» و از زیر درواه شمو و از پشت دهستان کوخرد و از سمت مشرق کوخرد رد می‌شده و از قبله خانه محمد رفیع زوردار معروف سرازیر می‌شده، و از قبله جاه خرمن حبیب و از مشرق «منطقه گاکش» رو بطرف مشرق می‌کرده تا اینکه می‌رسیده به  ترنـُه .
از طرف شمال ترنـُه در زمین جوکاری که حالا تعلق به آقای محمد علی حاجیانی دارد، چند حوض ساروجی وجود دارد که از آب قنات پر می‌کردند، یکی از این حوض‌ها از طرف مشرق خانه دشت محمد علی حاجیانی واقع است. البته بعد از اینکه این حوض‌ها پر از آب می‌شده آب راه می‌یافته بطرف «ترنه» و رد می‌شده به آن سوی رودخانه و می‌رسیده به پشتخه مدی آباد و بک احمد و بشکرو.

## آبقناتدر پشتخه مدی آباد
آب قنات پاراو بعد از رسیدن به «ترِنه» به پشت رودخانه هدایت می‌شد. این ساختمان‌ها آب شیرین را از یک سوی رودخانه شور به سوی دیگر می‌بردند و بخش‌های این سازه از پائین و زیر آب به هم وصل بودند و آب از خود رد می‌کردند به سوی
زمینهای کشاورزی در منطقه بک احمد و بشکرو و (پشتخه مدی آباد) و مزاجان، گفته می‌شود در این مناطق باغهای مرکبات و نخلستانهای گسترده‌ای وجود داشته‌است. آثار این رشته قنات‌ها هنوز در (پشتخه) (پُشته) مدی آباد وجود دارد، اما امروزه این قنات‌ها کاملاً از کار افتاده و تنها آثارش باقی مانده‌است. اما از باغ‌ها دیگر هیچ اثری وجود ندارد.

## ویرانی قطعی پاراو کوخرد
- رشته اول قنات تا پنجاه سال پیش دایر بود است، و چند بارخوانین بستک آن را تعمیر وسربرستی آن را بعهده داشته‌اند، و مردم کوخرد و همچنین خوانین از آب آن استفاده می‌کردند.

بعداً خوانین بستک سرپرستی قنات به مرحوم محمد شریف غیاث واگذار می‌کنند، که بعد از مدتی قنات خراب می‌شود و کسی آن را تعمیر نمی‌کند و از حیز انتفاع می‌افتد.
- اما رشته دوم قنات که آب آن بوسیله ترنه به آن سوی رودخانه مهران می‌رفته‌است صدها سال پیش از کار افتاده‌است، ودقیقاً معلوم نیست که تا چه سالی دایر بوده‌است، ولی آنچه مسلم است که آب این رشته قنات به آن سوی رودخانه رسیده‌است.[۳][۵]